# احمدآباد (جم)
|نام رسمی=احمدآباد
|روی‌نقشه= 
|عرض جغرافیایی =
|طول جغرافیایی =
|تصویر= 
|اندازه تصویر= 
|توضیح تصویر= 
|استان= بوشهر
|شهرستان= کنگان 
|بخش= بخش مرکزی
|نام بومی=
|نام دیگر=
|نام قدیمی=
|تاریخ بنیان‌گذاری=  
|جمعیت =۹۵۸۰نفر 
|رشد جمعیت=
|تراکم‌جمعیت=
|زبان=فارسی
|مساحت=
|ارتفاع= 
|میانگین‌دما=
|میانگین‌بارش‌سالانه=
|شمارروزهای‌یخبندان=۰
|کد آماری    =۴۸۰۷۵۶
|ره‌آورد=
|پیش‌شماره=
|وبگاه=
|جمله‌خوشامد=
|پانویس=
}}
احمدآباد محله از توابع بخش مرکزی شهرستان کنگان استان بوشهر در جنوب ایران.
این روستا در شهر سیراف قرار دارد و بر اساس سرشماری جدید جمعیت آن ۹۵۸۰نفر بوده است.